# Mario Chicot
Pour les articles homonymes, voir Chicot.
Mario Chicot, ou appelé simplement Mario, est un chanteur populaire de zouk originaire de la Guadeloupe. Il devient connu avec le hit Petite Fille en 1988 puis sort plusieurs hits lors du boom du zouk en France durant les années 1990. En 2011, il fait son retour avec l'album Besoin de toi.

## Biographie
En 1989, il participe à l'album hommage à Jacques Bracmort de Frédéric Caracas.